# Представнички дом Парламентарне скупштине Босне и Херцеговине
Представнички дом Парламентарне скупштине Босне и Херцеговине је доњи дом Парламентарне скупштине Босне и Херцеговине. Горњи дом је Дом народа.

## Састав
Представнички дом чине 42 члана (посланика) од којих се једна трећина бира из Републике Српске, а двије трећине из Федерације Босне и Херцеговине. Чланови се бирају директно из ентитета, у складу са Изборним законом Босне и Херцеговине. Кворум чини већина свих чланова.
На челу Представничког дома се налази предсједавајући и његова два замјеника из различитих конститутивних народа. Положај предсједавајућег се ротира између та три лица.

## Поступак
Доношење свих закона Босне и Херцеговине захтијева сагласност оба дома.
Све одлуке у оба дома (Дом народа и Представнички дом) доносе се већином гласова оних који су присутни и који гласају. Делегати и чланови ће максимално настојати да та већина укључује најмање једну трећину гласова делегата или чланова са територије сваког ентитета. Ако већина гласова не укључује једну трећину гласова делегата или посланика са територије сваког ентитета, предсједавајући и његови замјеници састаће се као комисија и покушати да обезбиједе сагласност у року од три дана након гласања. Ако то не успије, одлуке се доносе већином гласова оних који су присутни и гласају, под условом да гласови против не смију да садрже двије трећине или више делегата или чланова изабраних из сваког ентитета.

## Посланичке групе
| Странка                                            | Мандати |
| -------------------------------------------------- | ------- |
| Странка демократске акције                         | 10      |
| Савез независних социјалдемократа                  | 6       |
| Српска демократска странка                         | 5       |
| Демократски фронт                                  | 5       |
| Савез за бољу будућност Босне и Херцеговине        | 4       |
| Хрватска демократска заједница Босне и Херцеговине | 4       |
| Социјалдемократска партија Босне и Херцеговине     | 3       |
| Партија демократског прогреса                      | 1       |
| Хрватска демократска заједница 1990                | 1       |
| Босанскохерцеговачка патриотска странка            | 1       |
| Демократски народни савез                          | 1       |
| Странка демократске активности                     | 1       |